# Bazar di Kashan
Il Bazar di Kashan (Persiano: بازار کاشان Bāzār-e Kāshān) è un vecchio bazar nel centro della città di Kashan in Iran. Si pensa sia stato costruito in epoca selgiuchide, con lavori di ristrutturazione durante il periodo safavide.
Il bazar ha al suo interno un famoso caravanserraglio nella sua sezione Timche-ye Amin od-Dowleh, dove un grande pozzo di luce è stato costruito nel 1868. Il bazar è ancora in uso e misura poche miglia di lunghezza in totale. Nel complesso del bazar accanto al gran bazar, ci sono diverse moschee (Masjed-e Soltani, Moschea di Soltani e la Moschea di Mir Amad), tombe, caravanserragli, porticati, bagni e serbatoi d'acqua che sono stati costruiti in un periodo diverso.

## Galleria d'immagini

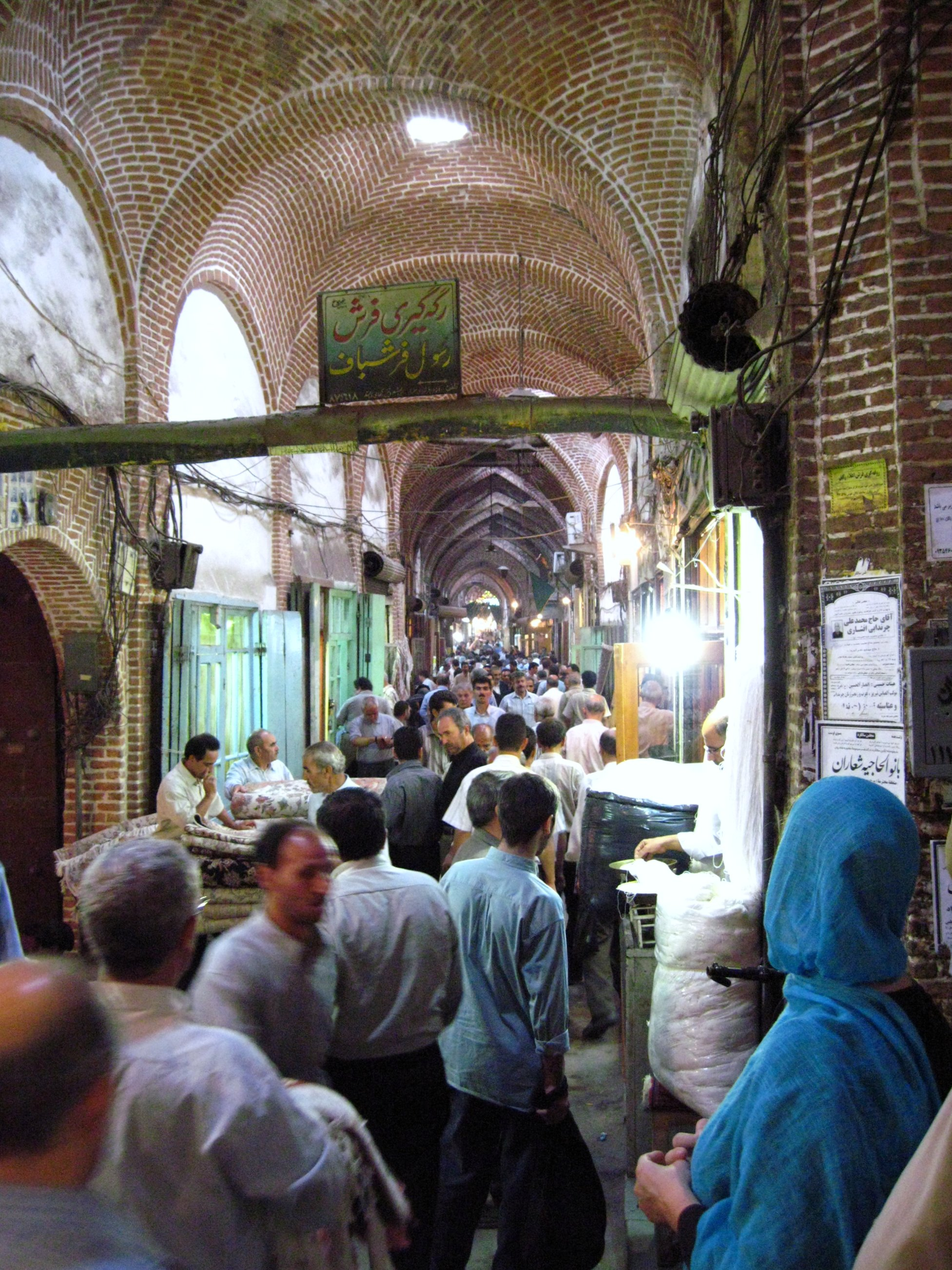
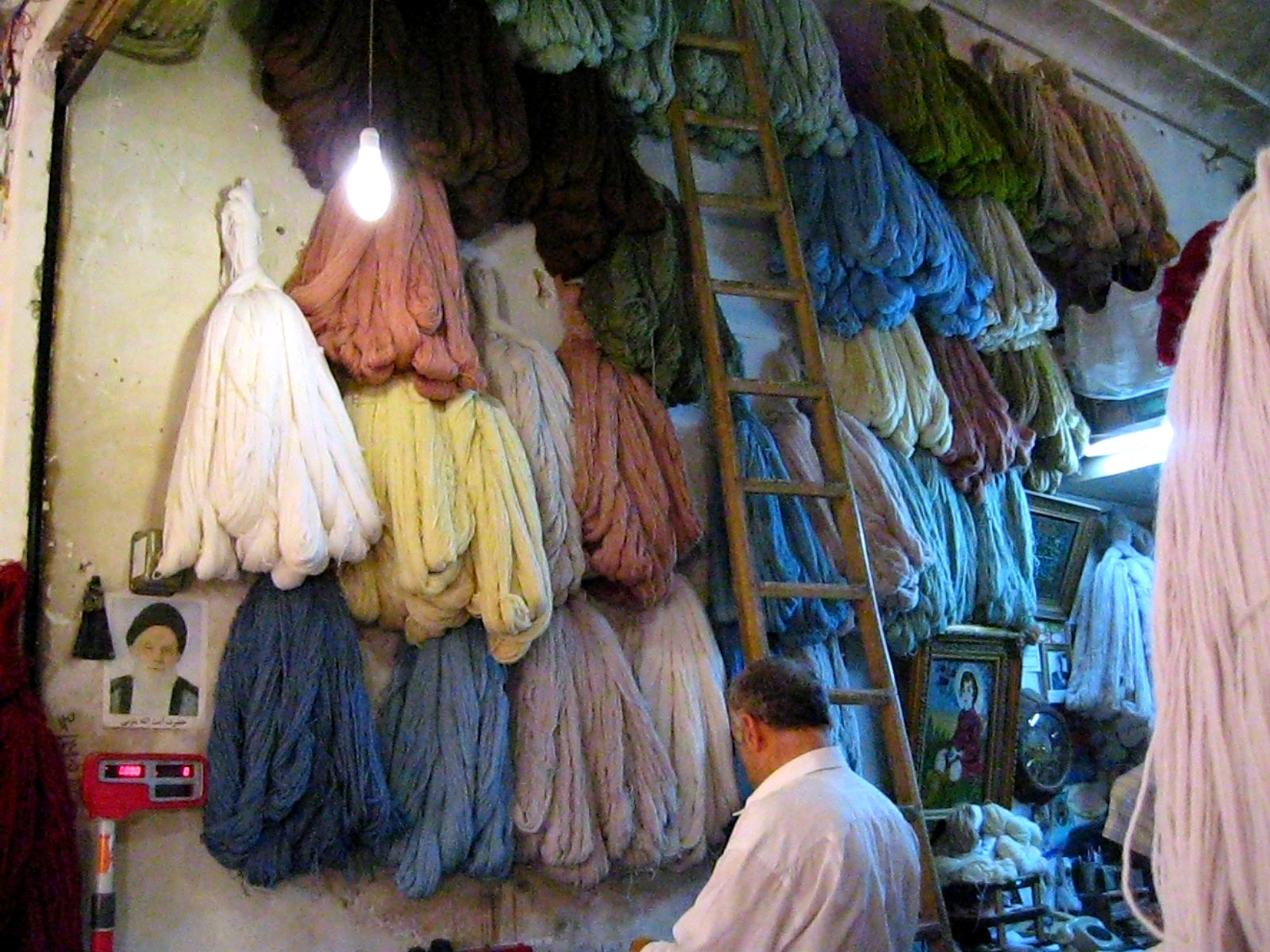
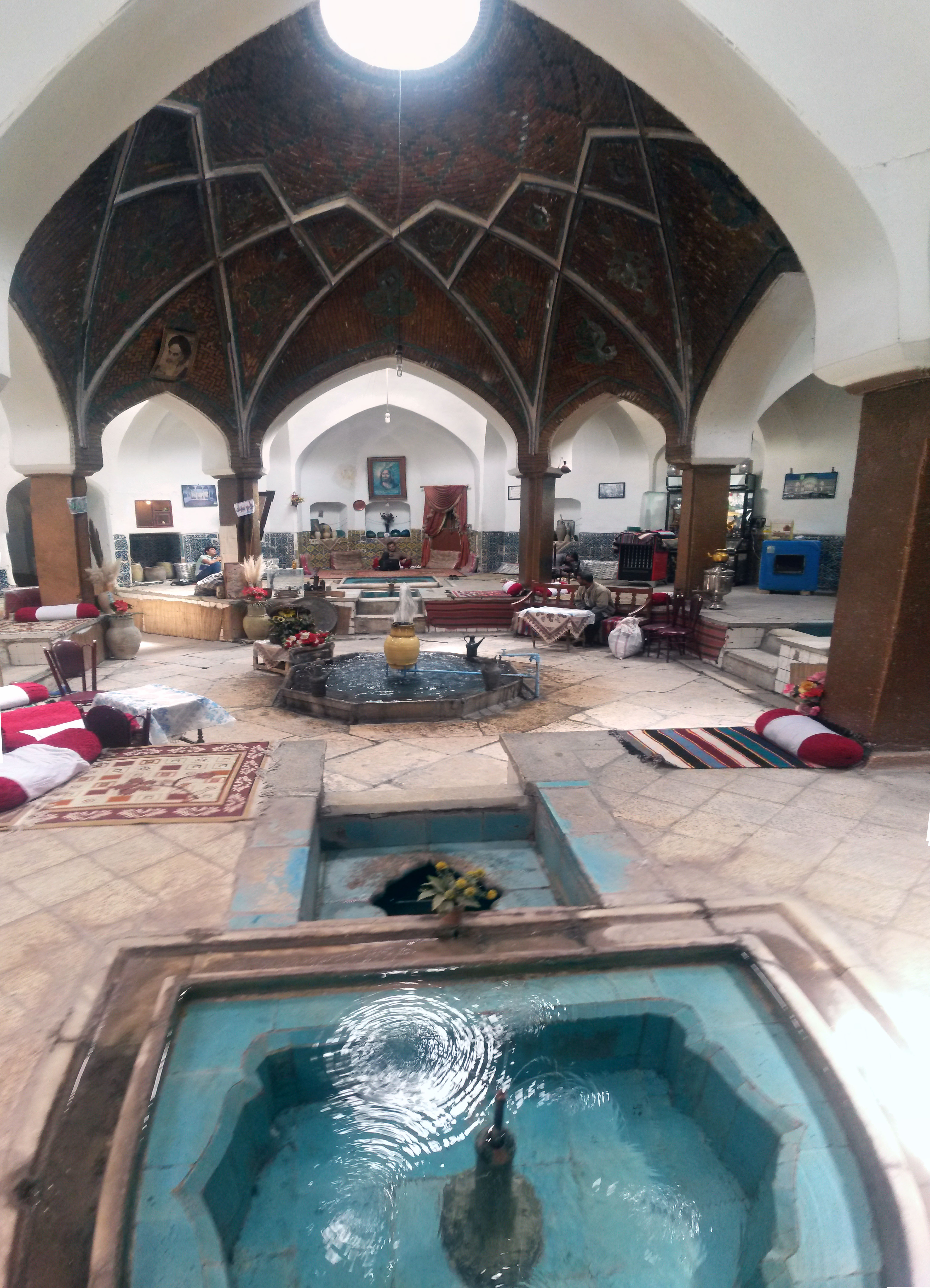
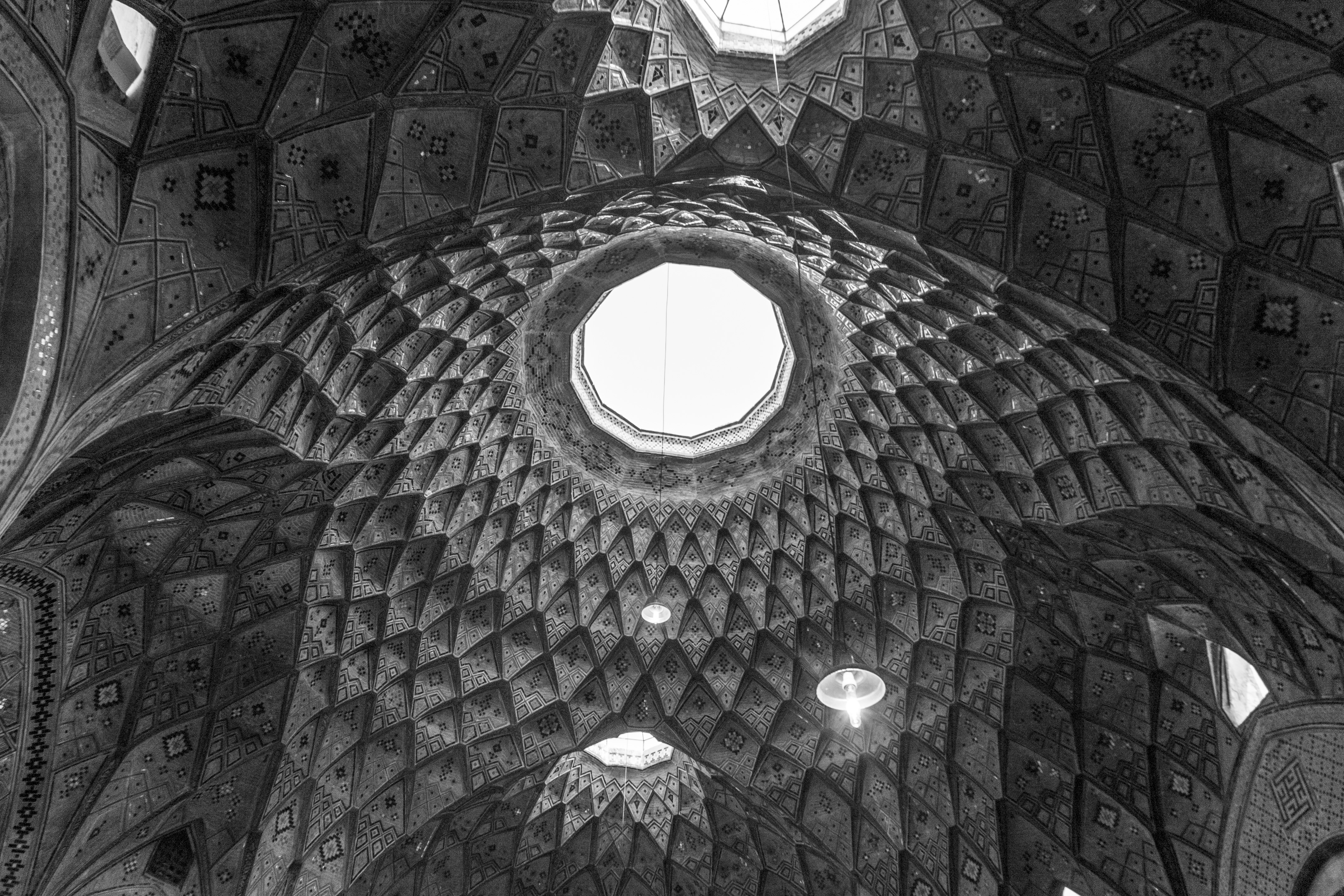
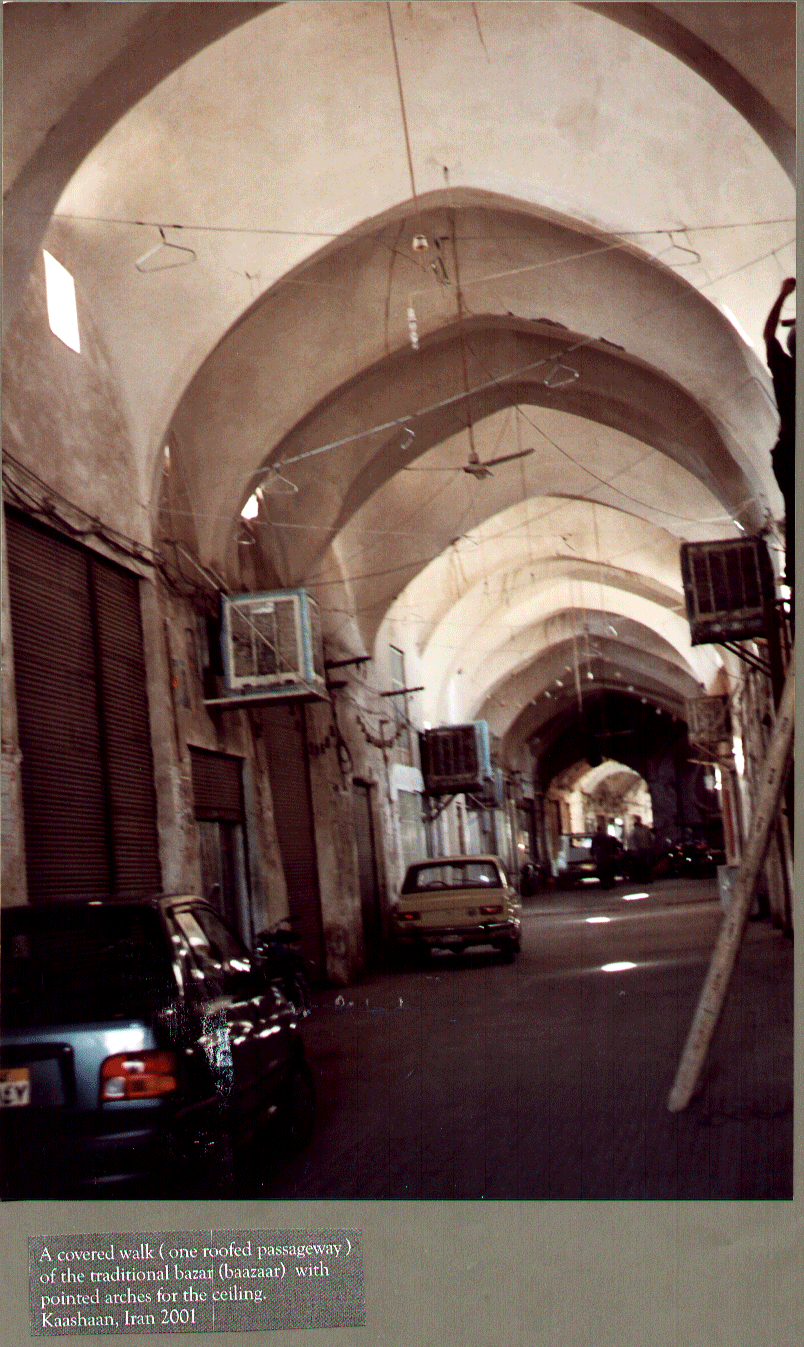
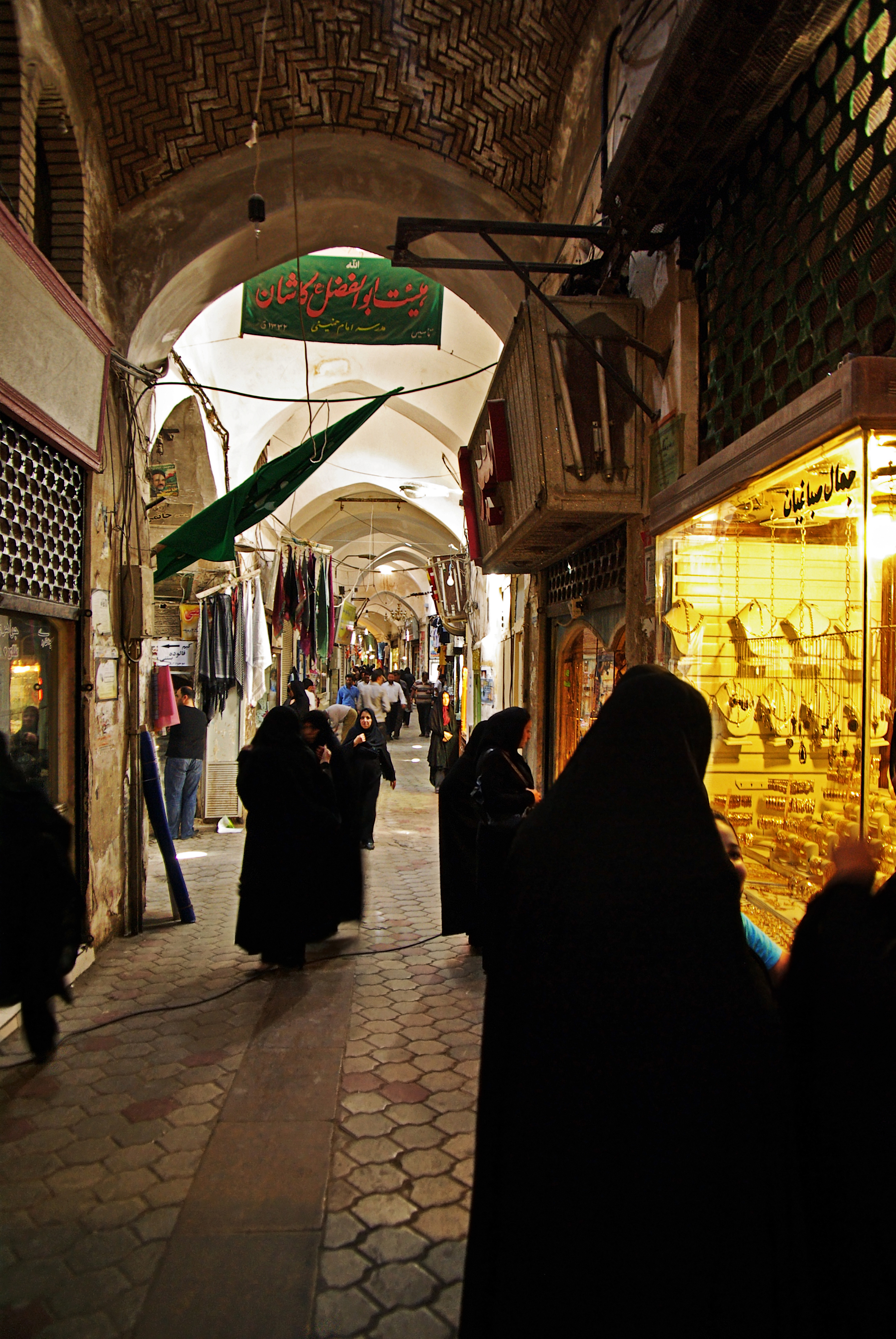
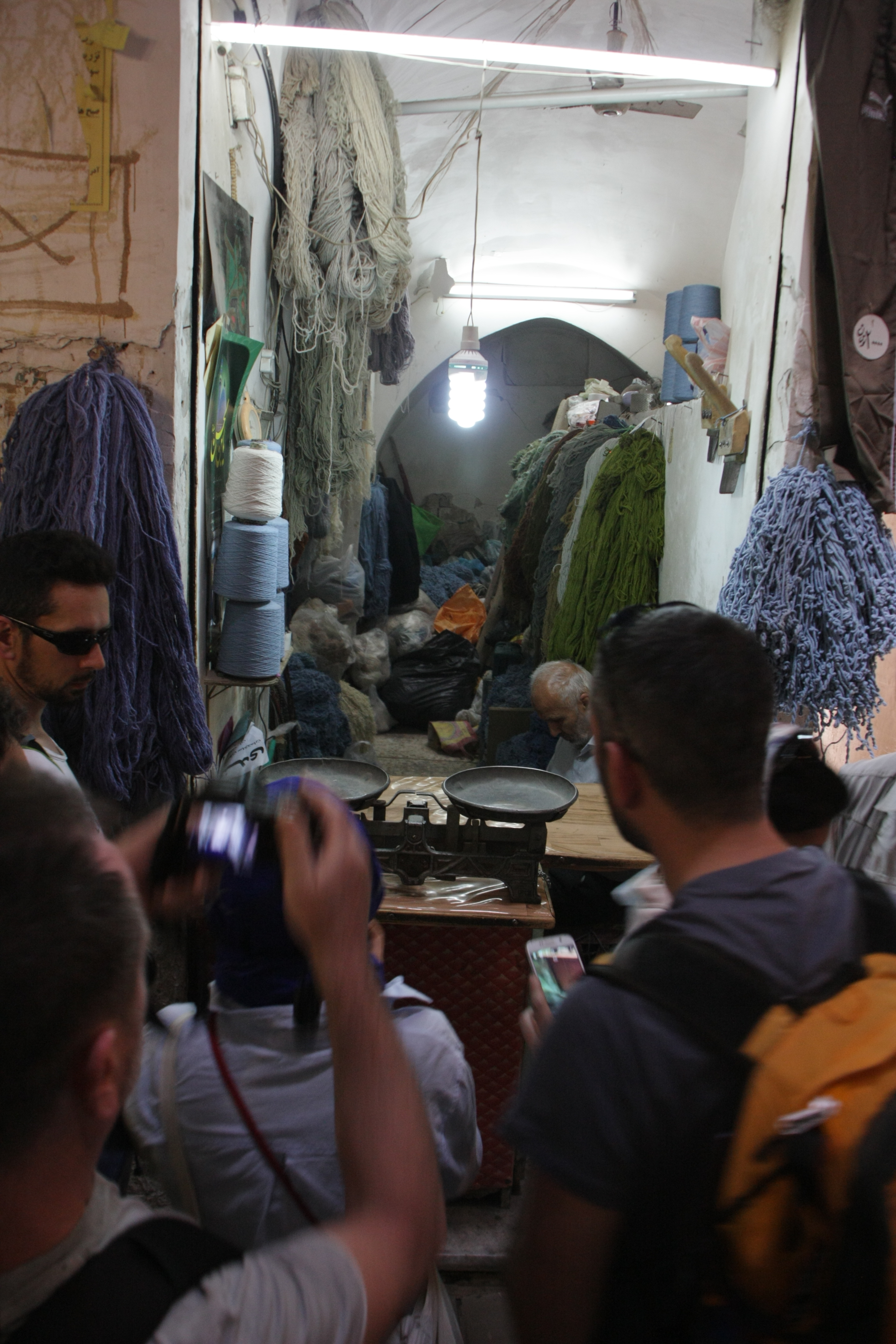